# MIAT Mongolian Airlines
MIAT Mongolian Airlines (mongolsky : Монголын Иргэний Агаарын Тээвэр, česky : mongolské aerolinie MIAT) je mongolská národní letecká společnost. Základnou je těmto aerolinkám Čingischánovo mezinárodní letiště v hlavním městě Ulánbátaru. Tato společnost provozuje lety na domácí i zahraniční letiště.

## Historie

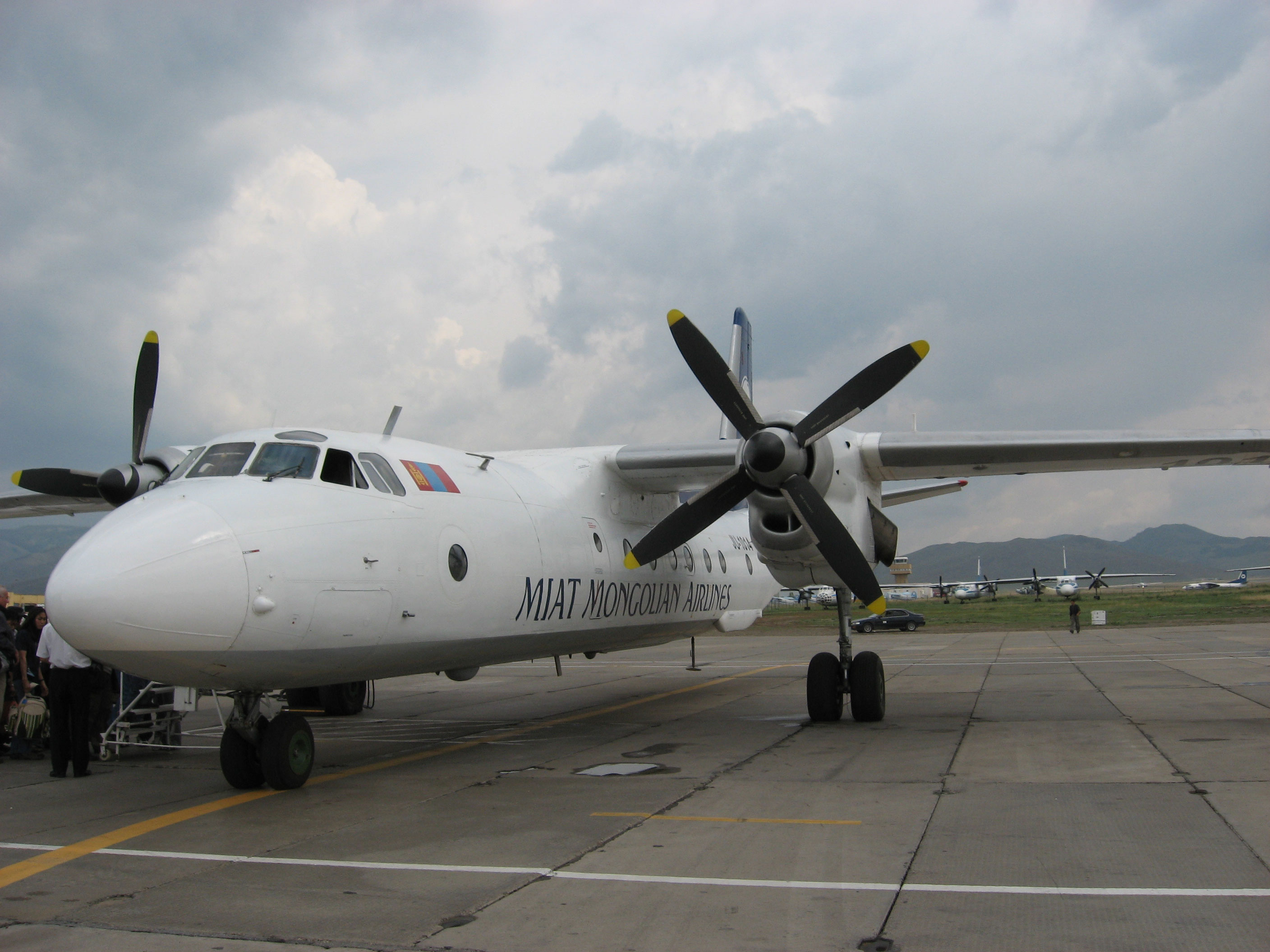
MIAT Mongolian Airlines

MIAT Mongolian Airlines byly založeny v roce 1956 jako Air Mongol, později Mongolian Airlines a nakonec dostaly současný název. S pomocí letecké společnosti Aeroflot proběhl první let dne 7. července 1956 letadlem Antonov An-2 z Ulánbátaru do Irkutsku. Během let 1960 a 1970 byla letecká společnost vybavena letadly Antonov An-24 a An-26. V roce 1992 koupil MIAT 5 čínských Harbin Y-12. Později společnost získala další letadla, jak např. Airbus A310, Boeing 737, nebo dva Boeingy 737-800.
MIAT Mongolian Airlines je letecká společnost plně ve vlastnictví státu s celkovým počtem 1034 zaměstnanců.

## Destinace

### Domácí
- Mongolsko
- Ulánbátar - Letiště Ulánbátar
- Chovd - Letiště Chovd
- Mörön - Letiště Mörön

### Mezinárodní
- Japonsko
- Tokio - Letiště Narita
- Tokio - Letiště Haneda
- Ósaka - Letiště Ósaka (sezónní, začíná 7. 7.)
- Jižní Korea
- Seoul - Letiště Soul
- Rusko
- Moskva - Letiště Moskva-Šeremetěvo
- Irkutsk - Letiště Irkutsk (sezónní, začíná 1. 7)
- Čína
- Peking - Letiště Peking
- Německo
- Berlín - Letiště Berlín-Tegel

## Nehody
Od roku 1963 má MIAT alespoň 14 nehod se ztrátou letadel, s nejméně 139 zahynulými osobami.